# 中山明
中山 明（なかやま あきら、1959年3月18日 - ）は、日本の歌人。

## 来歴
東京都目黒区出身。1977年駒澤大学高等学校、1981年駒澤大学文学部卒業。埼玉県の私立武南高等学校教諭（世界史担当）。
1980年、『炎祷』で第23回短歌研究新人賞を受賞。「詩歌」にて前田透に師事。前田没後の1984年に小森須美、井辻朱美、黒崎政男、林あまり、渋谷祐子らと「かばん」創刊。同年、第1歌集『猫、1・2・3・4』を出版した。
文語体を用いながらも軽快なリズムとサブカルチャー的なテーマを導入し、短歌におけるライトヴァースの先駆の一人となり、1990年代の穂村弘らのニューウェーブ短歌への下地となった。一方で1996年のオンライン歌集『ラスト・トレイン』以降、自らは作歌から離れた。
80年代後半、歌人の加藤治郎と中山明が隣町に住んでいて将棋仲間であったことから、二人の対局棋譜が「かばん」に掲載された。

## 著書
- 『炎祷』短歌研究 1980年9月（短歌研究新人賞）

### 歌集
- 第一歌集『猫、1・2・3・4』 遊星舎 1984年11月
- 第二歌集『愛の挨拶』沖積舎 1989年3月
- 第三歌集『ラスト・トレイン』1996年 - オンライン歌集

## 受賞
- 1980年 - 第23回短歌研究新人賞（『炎祷』）